# Parlamentarismo razionalizzato
Il parlamentarismo razionalizzato è un insieme di tecniche di diritto costituzionale ed elettorale che mira ad evitare un'eccessiva instabilità di governo in un sistema parlamentare. 

## Storia
Il concetto di « parlamentarismo razionalizzato » è stato proposto dal costituzionalista russo Boris Mirkine-Guetzevitch. Questa espressione viene utilizzata per definire i regimi parlamentari organizzati in modo da evitare l'instabilità cronica dei governi e consentire il funzionamento delle Istituzioni. Le tecniche adottate mirano in genere a rendere più difficile dal punto di vista politico e costituzionale la sfiducia al governo (procedure speciali, maggioranze qualificate, scioglimento automatico del Parlamento, sfiducia costruttiva...). 
Il sistema parlamentare si caratterizza per la responsabilità del Governo davanti al Parlamento, vale a dire la capacità del secondo di sfiduciare e far cadere il primo. Esso si è costituito progressivamente nel Regno Unito a partire dalla fine del XVIII secolo, dapprima nella forma detta "dualista", dove la sovranità è divisa fra il Re e il Parlamento e il Governo deve avere la fiducia di entrambi, poi nella forma "monista", con il progressivo ridursi del ruolo del sovrano. Questo modello si è diffuso in Europa nel corso del XIX e XX secolo. Il sistema parlamentare in alcuni Paesi ha portato ad una forte instabilità dei governi, frequentemente sfiduciati dai Parlamenti. La Terza e la Quarta Repubblica in Francia, la Repubblica di Weimar in Germania e la Prima Repubblica Italiana sono stati importanti esempi di questo meccanismo, con governi che in media venivano sfiduciati dai parlamenti dopo meno di un anno di attività.

## Realizzazione
Il parlamentarismo razionalizzato cerca di rimediare a questo problema in due modi: da un lato, rinforzando nella Costituzione il Governo rispetto al Parlamento, rendendo la sua caduta più difficile; dall'altro, attraverso una legge elettorale che favorisca la formazione di una maggioranza chiara e stabile nel Parlamento, in grado di sostenere la politica del Governo per l'intera legislatura. Si parla rispettivamente di razionalizzazione tecnica e politica.
La razionalizzazione del parlamentarismo ha preso forme diverse nei vari Paesi con diversi gradi di successo. 
Il sistema politico tedesco ha dato buona prova di sé grazie ad un meccanismo di sfiducia costruttiva, che non consente al Parlamento di sfiduciare un Governo senza aver concordato un'alternativa governativa strutturata e in grado di portare avanti un progetto politico. 
La storia della Quarta Repubblica francese mostra, al contrario, le difficoltà a garantire la stabilità in un Paese con serie difficoltà politiche. Tutti i meccanismi di razionalizzazione adottati si rivelarono infatti inadeguati portando molti osservatori a giudicare che il regime fosse intrinsecamente fallato. La Quinta Repubblica francese ha raggiunto una situazione di stabilità ed efficacia dei governi grazie ad un capovolgimento della tradizione costituzionale francese. Si è provveduto a dare al potere esecutivo dei mezzi reali di difesa rispetto al Parlamento delimitando rigorosamente il campo di azione di quest'ultimo.
In Italia, invece, "confrontando il continuum Parlamento-Governo, in cui si sostanzia la stessa forma di governo parlamentare, salta però all’occhio come la sua imperfetta e sedimentaria regolamentazione - nel diritto costituzionale e parlamentare nostrano – abbia esercitato (ed eserciti tuttora) un curioso effetto di dissolvenza sui contorni della questione di fiducia. Essa risente infatti sia delle ambiguità del periodo statutario, sia delle promesse inadempiute del "parlamentarismo razionalizzato" consacrato in Assemblea costituente dall'ordine del giorno Perassi, sia ancora del consociativismo con cui furono varati i regolamenti parlamentari del 1971 (e, per converso, del corpo a corpo con cui si cercò di emendarli nel 1988)".
Secondo Andrea Manzella, contro la "incapacità operativa" dei governi Leopoldo Elia delineò un disegno di "bicameralismo procedurale" che era "un esempio di razionalizzazione istituzionale".